# Jumeirah Group
Jumeirah Group (česky "Džumeríja grúp"; do roku 2005 Jumeirah International) je mezinárodní hotelový řetězec, který je ve vlastnictví dubajské vládnoucí dynastie Al Maktúm a je pojmenovaný podle exkluzivní čtvrti Jumeirah v Dubaji, kde se nachází nejluxusnější hotely tohoto řetězce (např. Jumeirah Beach Hotel, Burdž al-Arab nebo aquapark Wild Wadi Water Park).
Ve svém portfoliu má mimo jiné i známý hotel Burdž al-Arab, jeden z nejvyšších a nejluxusnějších hotelů světa, nebo také Jumeirah Emirates Towers Hotel. Kromě luxusních hotelů provozuje i vodní zábavní centrum Wild Wadi Water Park u hotelu Jumeirah Beach Hotel, školu The Emirates Academy of Hospitality Management, poskytující vzdělání v hotelovém průmyslu a Jumeirah Hospitality, který nabízí cateringové služby.
Jumeirah Group byla založena jako Jumeirah International v roce 1997 s cílem vytvořit portfolio prvotřídních luxusních hotelů a stát se jedničkou v hotelovém průmyslu. V prvních letech provozovala Jumereirah Group výhradně hotelová zařízení v Dubaji, ale později se její činnost rozšířila i do zahraničí. V současné době vlastní dva hotely v Londýně (Lowndes a Carlton Tower) a jeden na Manhattanu (Essex House). Dále má hotely v zemích jako Čína, Jordánsko, Katar, Thajsko a v mnoha dalších.
Jumeirah Group nabízí svým stálým zákazníkům program odměn zvaný "Sirius".